# Yamada Fūtarō

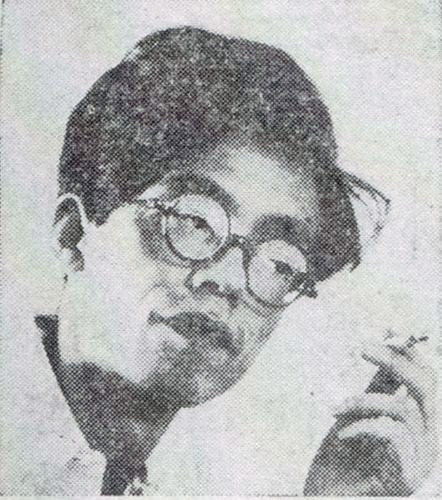
Yamada Fūtarō

Yamada Fūtarō (jap. 山田　風太郎; * 4. Januar 1922; † 28. Juli 2001) war ein japanischer Schriftsteller.
Der Sohn eines Arztes studierte Medizin an der Tōkyō Ika Daigaku (Medizinische Universität Tokio). Er debütierte mit den Short Stories Ganchū no akuma („Teufel im Auge“) und Kyōzō inraku („Virtuelles Vergnügen“), für die er 1949 den Preis der Mystery-Autoren von Japan (Nihon Suiri Sakka Kyōkai Shō) erhielt. Nach diesem Erfolg entschloss er sich zu einer Laufbahn als Schriftsteller. Er wurde populär als Autor von Mystery-Literatur und Detektivromanen und adaptierte Legenden aus der japanischen Literaturgeschichte. Berühmt wurde seine Serie von Ninja-Romanen, die ab 1958 erschienen. Viele seiner Bücher, darunter zwei Detektiv- und sechzehn Ninja-Romane, wurden mit Erfolg verfilmt, mehrere zudem zu Serien verarbeitet. Sein letzter Roman, Der Tod des Jûbei Yagyu, erschien bereits 1991. 1997 wurde Yamada mit dem Kikuchi-Kan-Preis geehrt.